# 사신의 발라드.
《사신의 발라드.》(일본어: しにがみのバラッド。 시니가미노바랏도[*])는 하세가와 케이스케가 전격 문고(아스키 미디어 웍스)에서 연재하는 라이트 노벨과, 이를 바탕으로 만든 애니메이션이다. 대한민국에서는 NT 노벨(대원씨아이)로 발행되고 있다.

## 출판된 목록

### 소설
- 사신의 발라드 1 -momo the girl god of death 'ballad'- 2006년2월 10일,(ISBN 9788959636471)
- 사신의 발라드 2 -momo the girl god of death 'my girl'- 2006년4월 10일,(ISBN 9788959636488)
- 사신의 발라드 3 -momo the girl god of death 'planet'- 2006년6월 10일,(ISBN 9788959636495)
- 사신의 발라드 4 -momo the girl god of death 'love&hate'- 2006년9월 10일,(ISBN 9788959636501)
- 사신의 발라드 5 -momo the girl god of death 'hello'- 2006년12월 11일,(ISBN 9788959636518 )
- 사신의 발라드 6 -momo the girl god of death 'everlast'- 2007년2월 15일,(ISBN 9788925210100)
- 사신의 발라드 7 -momo the girl god of death 'twilight'- 2007년5월 10일,(ISBN 9788925210117)
- 사신의 발라드 8 -momo the girl god of death 'starlight'- 2007년8월 10일,(ISBN 9788925210124)
- 사신의 발라드 9 -momo the girl god of death 'gravity'- 2007년10월 10일,(ISBN 9788925210131)
- 사신의 발라드 10 -momo the girl god of death 'call'- 2007년12월 15일,(ISBN 9788925222110)
- 사신의 발라드 11 -momo the girl god of death 'loop'- 2008년8월 10일,(ISBN 9788925232676)
- 사신의 발라드 12 -momo the girl god of death 'daniel'- 2009년10월 15일,(ISBN 9788925252582)
- 사신의 발라드 리버스 -momo the girl god of death 'rebirth' 2013년1월 13일

### 비주얼 노벨
- 책
  - 사신의 발라드 사신모모의사랑의노래 (일본 : 2005년 1월 28일, 한국 : 미발매)

### 만화
- 저자: 이즈미 아스카
- 출간: 대원씨아이
- 역자:

1. 사신의 발라드 1 - 2007년 4월 6일 (ISBN 9788925211695)
2. 사신의 발라드 2(완결) - 2007년 6월 22일 (ISBN 9788925214436)

### 애니메이션
- TV 시리즈 (총 6화)

### TV 드라마
- TV 시리즈 (총 12화)

### 드라마 CD
- 사신의 발라드 드라마 CD ('빛의 기적' 과 '스노우 리버스'가 수록 되어 있음 시크릿 트랙도 있다고 함)

### 음악 CD
- 사신의 발라드 OP&ED테마 - KOY
- 사신의 발라드 OST